# Apogonia luzonica
Apogonia luzonica är en skalbaggsart som beskrevs av Moser 1915. Apogonia luzonica ingår i släktet Apogonia och familjen Melolonthidae. Inga underarter finns listade i Catalogue of Life.